# SUN (曲)
「SUN」（サン）は、日本のシンガーソングライター星野源の楽曲。2015年5月27日にSPEEDSTAR RECORDS（ビクターエンタテインメント）より発売された8枚目のシングルの表題曲として発表された。初回限定盤はスリーブケース仕様で特典DVDが付属。

## 概要
前作「Crazy Crazy/桜の森」より約1年ぶりとなる「SUN」は、フジテレビ系水10ドラマ『心がポキッとね』の主題歌のオファーを受け、台本を読み込んで書き下ろした。星野にとって、キャリア初の連続ドラマ主題歌となる。
7inchアナログ盤も同日に発売された。こちらはCDとは収録曲が異なり、A面には「SUN」、B面には「SUN (Instrumental)」が収録された全2曲入りとなっている。
ミュージックビデオは、PerfumeやOK Goの作品を手がけた関和亮がディレクションを担当している。
またJ-WAVE『TOKIO HOT 100』では、2015年5月17日のオンエアから翌月6月28日のオンエアまで、日本人アーティストとして、初となる7週連続NO'1を記録している。

## 収録曲

### CD
(全作詞・作曲・編曲：星野源)
1. SUN [4:04]
（ストリングスアレンジ：岡村美央、星野源）
  - フジテレビ系水10ドラマ『心がポキッとね』主題歌。
  - 楽曲制作にあたって星野は「特に理由なく盛り上がるとか、理由なく楽しいとか、聴いて何かわくわくするとか、腰が動くとか、そういうものにしたいなと思ったんです。」と述べている[4]。
  - イントロとBメロには、普段から親交のあるお笑いコンビバナナマンのラジオ『金曜JUNKバナナマンのバナナムーンGOLD』（TBSラジオ）にて2014年に披露した「日村さん42歳誕生日の歌」のメロディが組み込まれており、タイトルの「SUN」も日村の「日」から取っている[5]と説明していたが、後にA-Studioに出演した際に「（日村の日から取ったというのは）日村さんを喜ばせるための嘘」と明かしている。
  - 楽曲の仮タイトルは「SUN VILLAGE」（SUN＝日、VILLAGE＝村）だったが、日村に寄りすぎているため変更したという[5]。
2. MOON Sick [2:39]
3. いち に さん [3:44]
  - 星野がドラム、ベース、ギター、ピアノをはじめとする全ての楽器を演奏してレコーディングを行った[6]。間奏に入っているバイオリンなどのように聴こえるフレーズは、実はピアノで失敗したフレーズを逆再生させたもの。
4. マッドメン(House ver.) [3:08]

### DVD (初回限定盤)
『SUN Disc』 約54分
- 特別番組「その後のニセ明」
出演／星野源　ナレーション／窪田等
- Recメイキング 「いち に さん」
- Documentary： Recording
- 厳選ライブ「ビクターロック祭り2015」
- 星野源によるオーディオコメンタリー付

## 参加ミュージシャン
- 星野源：Vocal, Guitars, Bass, Drums, Piano, Chorus, Handclap, TR-808
- 河村"カースケ"智康：Drums, Cowbell, Handclap
- ハマ・オカモト (OKAMOTO'S)：Bass, Chorus, Handclap
- 長岡亮介 (ペトロールズ)：Guitar, Handclap
- 石橋英子：Analog Synthesizer, Chorus
- 小林創：Piano, Handclap
- 伊賀航：Bass, Handclap
- 武嶋聡：Tenor Sax, Handclap
- 神谷洵平：Drums
- 岡村美央・伊能修・加藤玲名・伊藤彩：1st Violin
- 杉野裕・下川美帆：2nd Violin
- 菊地幹代・舘泉礼一：Viola
- 笠原あやの・増本麻理：Cello